# Вербен (Эльба)
Вербен (нем. Werben) — город в Германии, в земле Саксония-Анхальт.
Входит в состав района Штендаль. Подчиняется управлению Арнебург-Гольдбек. Население составляет 1235 человек (на 31 декабря 2010 года). Занимает площадь 29,75 км². Официальный код — 15 3 63 131.